# Shawnee (condado de Hamilton, Ohio)
Shawnee é um lugar designado pelo censo localizado no condado de Hamilton no estado estadounidense de Ohio. No Censo de 2010 tinha uma população de 724 habitantes e uma densidade populacional de 40,23 pessoas por km².

## Geografia
Shawnee encontra-se localizado nas coordenadas 39° 08′ 23″ N, 84° 46′ 40″ O. Segundo o Departamento do Censo dos Estados Unidos, Shawnee tem uma superfície total de 18 km², da qual 16.62 km² correspondem a terra firme e (7.63%) 1.37 km² é água.

## Demografia
Segundo o censo de 2010, tinha 724 pessoas residindo em Shawnee. A densidade populacional era de 40,23 hab./km². Dos 724 habitantes, Shawnee estava composto pelo 96.82% brancos, 0.41% eram afroamericanos, 0.69% eram amerindios, 0% eram asiáticos, 0% eram insulares do Pacífico, 0.14% eram de outras raças e o 1.93% pertenciam a duas ou mais raças. Do total da população 0.55% eram hispanos ou latinos de qualquer raça.